# Oxathres decorata
Oxathres decorata är en skalbaggsart som beskrevs av Monné 1990. Oxathres decorata ingår i släktet Oxathres och familjen långhorningar.
Artens utbredningsområde är Venezuela. Inga underarter finns listade i Catalogue of Life.